# نازگل انصاری‌نیا
نازگل انصاری‌نیا (زادهٔ ۱۹۷۹ (۴۵–۴۶ سال)) هنرمند هنرهای تجسمی اهل ایران است. او به خاطر میکس مدیا مجسمه‌سازی و هنر چیدمان خود شناخته شده است. او در تهران زندگی می‌کند.

## زندگی
انصاری‌نیا در سال ۱۳۵۷ در تهران، ایران متولد شد. او دارای مدرک لیسانس در سال ۲۰۰۱ از کالج ارتباطات لندن و مدرک کارشناسی ارشد هنرهای زیبا در سال ۲۰۰۳ از کالج هنر کالیفرنیا در سانفرانسیسکو، کالیفرنیا است.
در مارس ۲۰۰۹، او جایزه هنری ابراج کپیتال را از آرت دبی دریافت کرد.
آثار او در مجموعه‌های گالری هنری کوئینزلند، موزه هنر شهرستان لس‌آنجلس، گالری تیت و موزه بریتانیا موجود است.